# Hans-Hugo Winkelmann
Hans-Hugo Winkelmann (* 14. Februar 1907 in Berge-Ennepe; † 16. Juni 1995 in Zeuthen) war ein deutscher Widerstandskämpfer gegen den Nationalsozialismus, Interbrigadist und Polizeioffizier. Er war Chef der Bereitschaftspolizei und Leiter der Hauptverwaltung Deutsche Volkspolizei (HVDVP) im Ministerium des Innern der DDR.	

## Leben
Als Sohn eines Hammerschmieds besuchte er von 1913 bis 1921 die Volksschule, erlernte von 1921 bis 1924 den Beruf eines Schlossers. Er trat 1921 in den KJVD, 1923 in die KPD und den RFB ein. 1933 emigrierte er in die Niederlande und 
war dort von September 1935 bis April 1936 in Haft. Nach seiner Ausweisung nach Belgien kehrte er illegal in die Niederlande zurück und war Leiter der illegalen KPD-Gruppe Rotterdam-West. Im August 1936 ging er nach Spanien und nahm auf Seiten der Republikaner am spanischen Bürgerkrieg teil. Er war Angehöriger des Thälmann-Bataillons der XI. Internationalen Brigade, Verbindungsmann zum militärischen Geheimdienst Servicio de Investigación Militar (SIM) und ab August 1938 auch dessen Leiter. Er wurde mehrfach verwundet, war ab Februar 1939 in den Lagern St. Cyprien, Gurs und Le Vernet in Frankreich interniert, von 1941 bis 1943 im Lager Djelfa in Algerien. Von April bis November 1943 war er Angehöriger der Britischen Armee in Algerien. Über den Iran kam er 1944 in die UdSSR, war dort 1944/45 Angehöriger einer Spezialeinheit des NKWD zum Aufspüren feindlicher Spionagegruppen im belorussischen Hinterland; 1945/46 besuchte er eine KPD-Schule bei Moskau.
Im April 1946 kehrte er nach Deutschland in die Sowjetische Besatzungszone zurück, besuchte im Mai/Juni 1946 eine Polizei-Schule in Potsdam, wurde anschließend Offizier der DVP in Mecklenburg und war Leiter der Volkspolizeikreisämter in Schwerin, Anklam, Wismar und Rostock. Von 1950 bis 1952 war er Polizeipräsident in Leipzig, ab 1952 Chef der Bezirksbehörde der Volkspolizei (BDVP) Leipzig sowie Mitglied der SED-Bezirksleitung und Abgeordneter des Bezirkstags. 1955 wurde er stellvertretender Leiter der Abteilung Planung und Beschaffung in der Hauptverwaltung der Kasernierten Volkspolizei (KVP) und von 1957 bis 1959 war er Chef der Bereitschaftspolizei (Nachfolger von Claus Mansfeld). Von 1959 bis 1962 war er als Nachfolger von Richard Dombrowsky im Rang eines Generalmajors Leiter der Hauptverwaltung Deutsche Volkspolizei (HVDVP). Nach Auflösung der HVDVP im Juli 1962 war er bis September 1963 Leiter der Verwaltung Ausbildung und Schulung der DVP. 1963 schied er aus gesundheitlichen Gründen aus dem aktiven Dienst und lebte zuletzt in Zeuthen.

## Auszeichnungen
- 1954 Vaterländischer Verdienstorden in Bronze, 1960 in Silber und 1972 in Gold
- 1956 Hans-Beimler-Medaille
- 1967 Banner der Arbeit
- 1977 Karl-Marx-Orden
- 1982 Ehrenspange zum Vaterländischen Verdienstorden in Gold
- 1987 Orden Stern der Völkerfreundschaft in Gold